# Municipio de Lancaster (condado de Huntington)
El municipio de Lancaster (en inglés: Lancaster Township) es un municipio ubicado en el condado de Huntington en el estado estadounidense de Indiana. En el año 2010 tenía una población de 1150 habitantes y una densidad poblacional de 12,37 personas por km².

## Geografía
El municipio de Lancaster se encuentra ubicado en las coordenadas 40°47′35″N 85°30′12″O / 40.79306, -85.50333. Según la Oficina del Censo de los Estados Unidos, el municipio tiene una superficie total de 92.97 km², de la cual 92.27 km² corresponden a tierra firme y (0.75%) 0.69 km² es agua.

## Demografía
Según el censo de 2010, había 1150 personas residiendo en el municipio de Lancaster. La densidad de población era de 12,37 hab./km². De los 1150 habitantes, el municipio de Lancaster estaba compuesto por el 97.83% blancos, el 0.26% eran afroamericanos, el 0.17% eran amerindios, el 0.7% eran asiáticos, el 0.17% eran isleños del Pacífico, el 0.35% eran de otras razas y el 0.52% pertenecían a dos o más razas. Del total de la población el 0.7% eran hispanos o latinos de cualquier raza.